# Apomecyna cretacea
Apomecyna cretacea es una especie de escarabajo longicornio del género Apomecyna, subfamilia Lamiinae. Fue descrita científicamente por Hope en 1831.
Se distribuye por China, India, Laos, Nepal, Filipinas y Vietnam. Posee una longitud corporal de 9,5-18 milímetros. El período de vuelo de esta especie ocurre en los meses de marzo, abril, mayo, junio, julio, agosto, septiembre y octubre.

## Sinonimia
- Callidium cretaceum Hope, 1831
- Apomecyna proba Newman, 1842
- Apomecyna perrotetii Thomson, 1868
- Apomecyna multinotata var. laosensis Pic, 1938